# Kostel svatého Bartoloměje (Batňovice)
Kostel svatého Bartoloměje je pseudorománský římskokatolický filiální kostel na návrší v Zálesí, místní části obce Batňovice. Jak bývalo zvykem, kolem kostela se rozprostírá hřbitov. Kostel je chráněn jako kulturní památka České republiky.

## Historie
Nejstarší zmínka o dřevěném batňovickém kostele je z roku 1356. V roce 1681 byl kostel částečně stržen a vystavěn nový, v roce 1735 byla přestavěna dřevěná věž a opravena střecha kostela. Kolem roku 1770 měl kostel dřevěnou zvonici se třemi zvony a malou věž, klenutý presbytář a neměl sakristii, takže se kněz na mši oblékal za hlavním oltářem. Kazatelna byla na epištolní straně. V roce 1775 byly do kostela zakoupeny staré varhany z kostela v Úpici. Mezi léty 1784–1799 proběhla přestavba podle projektu stavitele Václava Sitty. K poslední velké přestavbě, kdy kostel dostal současnou podobu, došlo v roce 1866.

## Architektura
Kostel má čtyřhrannou štíhlou věž v hlavním průčelí zakončenou plechovou mnohoúhlou helmicí s lucernou a jednoramenným křížem na vrcholu. Schodiště věže osvětlují úzká zdvojená okna umístěná v polovině čela věže, která jsou významným dekorativním prvkem průčelí. Pod helmicí věže je zvonice s okny krytými žaluziemi. Renesanční zvon od neznámého zvonaře z Hradce Králové je z roku 1555. Vstupní portál bez dekorativních prvků je v jižním průčelím pod věží. Valbová střecha nad lodí a kněžištěm má strmý úhel 60°. Nad kněžištěm je zúžená a ukončená přechodem do kužele. Čtyři půlkruhová okna s paprskovým zakončením jsou po levé i pravé straně. Presbytář na východní straně je půlkruhový. Omítka je hladká s barevné odlišenými lizénami. Z každé strany jsou čtyři cihlové opěráky. Nad okny a pod střešní římsou jsou barevně zvýrazněné obloučkové vlysy. K jihovýchodní straně presbytáře přiléhá sakristie.

## Interiér
Klenutá předsíň odděluje vchod od lodi kostela. Strop lodi je klenutý, ozdobený medailony čtyř evangelistů. Před půlkruhovým triumfálním obloukem ozdobeným malbami andělů jsou dva boční oltáře. Proti kazatelně jsou v chrámové lodi umístěny náhrobní desky z let 1867 a 1420. Starší náhrobek je Jana z Vízmburku.

## Inventář
Zařízení je většinou pseudorománské z konce 19. století.

### Varhany
Současné varhany kostela pocházejí z roku 1900. Postavil je náchodský varhanář Leopold Andrýs. Varhany mají jeden manuál a mechanickou kuželkovou vzdušnici. V roce 1986 prošly opravou a částečnou přestavbou varhanáře Josefa Matysky z Červeného Kostelce. Ten přidal rejstřík Kvinta šustivá, rozšířil Mixturu a vyměnil původní rejstřík Bourdon 16′ za Flétnu 4′. Současná dispozice varhan je tedy následující:
| I. manuál C–f3 |                |           |
| 1.             | Principal      | 8′        |
| 2.             | Kryt           | 8′        |
| 3.             | Salicional     | 8′        |
| 4.             | Oktáva         | 4′        |
| 5.             | Flétna         | 4′        |
| 6.             | Kvinta šustivá | 2 2/3′+2′ |
| 7.             | Mixtura 4x     | 1 1/3′    |

| Pedál C–f |          |     |
| 8.        | Subbas   | 16′ |
| 9.        | Oktávbas | 8′  |

Nástroj disponuje pedálovou a generální spojkou.

## Bohoslužby
Bohoslužby se konají v neděli v 10 hodin dopoledne.